# جارود كيني
جارود كيني (بالإنجليزية: Jarrod Kenny) مواليد 17 سبتمبر 1985 في أوكلاند، هو لاعب كرة سلة نيوزلندي. بدأ مسيرته الاحترافية في سنة 2002. يلعب في الدوري النيوزيلندي لكرة السلة كلاعب هجوم خلفي. يحمل الرقم 6.

## سجل المنافسة
شارك في المنافسات التالية:
- كأس العالم لكرة السلة 2014
- بطولة أمم أوقيانوسيا لكرة السلة 2009
- بطولة أمم أوقيانوسيا لكرة السلة 2011
- بطولة أمم أوقيانوسيا لكرة السلة 2013

## روابط خارجية
- جارود كيني على موقع الاتحاد الدولي لكرة السلة (الإنجليزية)
- جارود كيني على موقع كرة السلة الأوروبية.كوم (الإنجليزية)
- جارود كيني على موقع ريلجم (الإنجليزية)
- جارود كيني على موقع بروبوليرز (الإنجليزية)
- جارود كيني على موقع سبورتس رفرنس (الإنجليزية)
- جارود كيني على موقع اللجنة الأولمبية النيوزيلندية (الإنجليزية)